# Список персонажей «Хроник Амбера»
Персонажи «Хроник Амбера», серии романов в жанре фэнтези американского писателя Роджера Желязны, действуют в различных параллельных вселенных.

## Королевская семья Амбера
| Имя на русском | Имя на английском | Цвета                                                  | Эмблема                    | Родители              |
| --- | ----------------- | ------------------------------------------------------ | -------------------------- | --------------------- |
| |                   |                                                        |                            |                       |
| |                   |                                                        |                            |                       |
| Дво́ркин Баримен | Dworkin Barimen   | Фиолетовый, оранжевый                                  |                            |                       |
| Дворкин — один из ключевых персонажей «Хроник Амбера». Образ Дворкина прописан так, каким он представляется главным героям: Корвину и Мерлину, от имени которых идёт повествование. По мере изменения знаний о Дворкине указанными персонажами, изменяется и представление о нём. В первой книге, «Девять принцев Амбера», Дворкин упоминается как сумасшедший художник, Дворкин Баримен, которого король Оберон нашёл где-то среди Отражений Амбера и привёл во дворец, чтобы сделать учителем своих детей. Он был очень старым диковатого вида горбуном, чей талант не ограничивался живописью. Картины Дворкина обладали свойством превращаться в реальность или её подобие — Тени. Нарисованные им карты с изображениями Оберона и его потомков позволяли им разговаривать между собой так же, как мы делаем это при помощи телефона, а также перемещаться друг к другу способом, который похож на телепортацию, на каком бы расстоянии друг от друга они ни находились. Кроме того, Дворкин создал в одном из подземелий Амбера Огненный Путь, в котором дети Оберона проходили инициацию. Было всё это магией или нет, единого мнения на тот момент не существовало, а сам он пояснить не хотел или не мог, поскольку после этого исчез. Тем не менее, когда Корвин оказался в заключении, в его камере неожиданно появился Дворкин, который объяснил, что сам был заключён в тюрьму Обероном за то, что придумал способ уничтожения Амбера. Изобразив на стене камеры рисунок маяка на острове Кабра, он тем самым дал Корвину возможность бежать. Ещё позже выясняется, что Корвин многое упустил из уроков Дворкина, в то время как его лучшие ученики, братья Корвина Бренд и Блейз, а также сестра Фиона благодаря Дворкину получили дополнительные знания и обрели большее, по сравнению с Корвином, могущество. Сначала ему пришлось изучать записки Дворкина, чтобы настроить себя на главную королевскую регалию — Судный камень, функция которого осталась загадкой, поскольку Дворкин считал её государственной тайной. Потом Корвин понял, что Амбер сам является Тенью другого места, в котором находится Изначальный Огненный Путь, отражённый в подземелье Амбера, в Ребме и других местах. Наконец, в поисках Дворкина он снова отправился в камеру, из которой с его помощью когда-то бежал. При личной встрече Корвин убедился, что Дворкин не только волшебник, но и возможный творец того мира, к которому он привык. По словам самого Дворкина, он создал Подлинный Путь при помощи Судного камня, собственной крови и звуков лиры на уединённом острове посреди океана, куда прилетел из Хаоса. Вместе с Путём появились и все Тени, первой из которых стал Амбер. Правит в Амбере его сын Оберон, рождённый Единорогом. Но сам Дворкин превратился в часть Лабиринта, повреждение которого драматически сказалось на его рассудке. Временами Дворкин впадает в безумие и теряет человеческий облик. Сконцентрировавшись, он может также на некоторое время принять облик любого другого человека, например, Корвина, но это даётся ему с трудом. После того, как Изначальный Огненный Путь был восстановлен, Дворкин вернул себе разум. Происхождение Дворкина из Хаоса и его родство с королём Обероном подтвердила Дара, которая заявила, что не только она, но и все порождения Хаоса, включая Дворкина и Оберона, способны менять свой облик. В Хаосе Дворкина и Оберона считают мятежниками и стремятся разрушить Амбер, который вместе с Тенями стал ему неподвластен. В образе Дворкина отразились мысли о сотворении мира, как древнегреческие представления о Хаосе, из которого родилось все сущее, так и строки из Библии: ...Земля же была безвидна и пуста, и тьма над бездною, и Дух Божий носился над водою. — Быт. 1:1-5 (см. также Сотворение мира в Библии). С другой стороны, согласно «Хроникам Амбера», события в нём отражаются в мифологии всех Отражений, в том числе на Земле. |                   |                                                        |                            |                       |
| |                   |                                                        |                            |                       |
| |                   |                                                        |                            |                       |
| Оберон | Oberon            | Зелёный, золотой                                       | Единорог                   | Дворкин и Единорог    |
| Оберон — первый король Амбера, один из ключевых персонажей серии. В своём обычном обличье (как изображён на карте) Оберон высок, широкоплеч, носит густую чёрную с сединой бороду, такие же чёрные с проседью волосы, одевается в зелёные с золотом одежды, носит зелёные кольца в золотой оправе и зеленоватую шпагу. Образ Оберона прописан так, как он представляется главному герою, его сыну Корвину, от чьего имени идёт повествование в первых пяти книгах. Помимо них, Джон Грегори Бетанкур посвятил приключениям молодого Оберона роман «Правь Амбером» («To Rule in Amber», 2004; перевод О. Степашкиной). Это третья книга из серии приквелов Бетанкура к желязновским «Хроникам Амбера». Названия остальных приквелов: «Заря Амбера» («Roger Zelazny`s The Dawn of Amber», 2002; перевод О. Степашкиной), «Хаос и Амбер» («Roger Zelazny`s Chaos and Amber», 2003), «Shadows of Amber» (2005), «Sword of Chaos» (2007). По мотивам «Хроник Амбера» Константин Мзареулов написал сиквел «Хроники Фауста», в котором также упоминается Оберон. Дети Оберона действуют в «Книге теней» и других романах цикла «Арканмирр» Иторра Кайла, а высказывания Оберона из книг Желязны используются в качестве эпиграфа. |                   |                                                        |                            |                       |
| |                   |                                                        |                            |                       |
| |                   |                                                        |                            |                       |
| |                   |                                                        |                            |                       |
| Бенеди́кт | Benedict          | Оранжевый, жёлтый, красный                             | Подсолнечник               | Оберон и Цимнея       |
| Бенедикт — принц Амбера, старший сын Оберона и Цимнеи. По описанию автора: «Высокий, суровый, утончённый, тонок телом и тонок лицом, и великий умом. Носил он оранжевые, жёлтые и красные цвета, что ассоциировалось у меня со стогами сена и тыквами, и пугалами, и „Легендой о спящей лощине“. У него была тяжёлая крепкая нижняя челюсть, карие глаза и каштановые волосы, которые никогда не вились». Редко улыбался и смеялся, никогда не отличался говорливостью, очень честен и человек принципа. «Мудрость возрастает год от года». Владыка оружия в Амбере. Блестящий стратег и тактик. Был учителем фехтования у Корвина и Эрика. Во время конфликта Эрика с Корвином предпочитал держаться в стороне. Однако когда Амбер оказался под угрозой, пришёл ему на помощь. Заботился не об отдельных людях, а о культуре Тени, которой правил. Так был Хранителем в отражении Авалона. Был добр к Корвину, новости из Амбера узнавал через Джерарда. |                   |                                                        |                            |                       |
| |                   |                                                        |                            |                       |
| |                   |                                                        |                            |                       |
| |                   |                                                        |                            |                       |
| |                   |                                                        |                            |                       |
| Озрик Финндо | Osric Finndo      | Серебряный, красный Зелёный, золотой                   |                            | Оберон и Цимнея       |
| Озрик и Финндо — принцы Амбера, сыновья Оберона и Цимнеи, младшие братья Бенедикта. К моменту начала повествования давно умершие братья, о которых почти ничего не известно, кроме их участия в заговоре с целью свержения отца с трона Амбера, за что они и поплатились жизнью. |                   |                                                        |                            |                       |
| |                   |                                                        |                            |                       |
| |                   |                                                        |                            |                       |
| Эрик | Eric              | Чёрный и красный                                       |                            | Оберон и Файелла      |
| Эрик — сын Оберона и Файеллы, старший родной брат Корвина и Дейдре, считавшийся незаконным сыном Оберона, так как на момент своего рождения Оберон и Файелла ещё не состояли в официальном браке. Однако, несмотря на незаконность происхождения, Эрик обладал большими амбициями, заручившись поддержкой Джулиана, Кейна и Джерарда, силой занял престол, став королём Амбера. Считался вторым после Бенедикта фехтовальщиком в мультивселенной Амбера. За несколько веков до начала первого романа «Хроник» между Эриком и Корвином произошла дуэль с целью окончательного решения их конфронтации в притязаниях на трон Амбера. В результате дуэли Корвин потерял память и был помещён в тень Земля XVII века, а после таинственного исчезновения Оберона, Эрик достаточно легко завоевал титул короля. Был убит в битве на склонах Колвира с силами Дворов Хаоса. Перед смертью наслал проклятие на Дворы Хаоса (согласно легендам Амбера предсмертные желания носителей королевской крови обязательно сбываются). Считается, что проклятие Эрика привело к смерти Свэйвилла. |                   |                                                        |                            |                       |
| |                   |                                                        |                            |                       |
| |                   |                                                        |                            |                       |
| Корвин | Corwin            | Серебряный, чёрный                                     | Серебряная роза            | Оберон и Файелла      |
| Корвин — главный герой первых пяти романов Роджера Желязны из серии «Хроники Амбера». Принц Амбера, второй после Эрика, но первый законный сын Фейеллы и Оберона. На Земле был известен под именем Карл Кори. Отец Мерлина, предполагаемого автора первых книг Хроник, записанных им со слов самого Корвина, и главного героя последних пяти романов серии. Внешний вид (как он изображён на карте): чёрные волосы, зелёные глаза, одет в чёрное с серебром, с развевающимся чёрным плащом. На вид лет тридцати. Цвета Корвина — чёрный с серебром. Его меч, Грейсвандир, называется несколько раз «клинком ночи» и обладает некими магическими свойствами. Хотя Корвин смертен, как и все члены его семьи, естественная продолжительность его жизни очень велика (много тысяч лет). Кроме того, он обладает высокой способностью к регенерации (например, он за четыре с небольшим года вырастил новые глаза после того, как его ослепили по приказу Эрика) и сверхчеловеческой физической силой. Безудержный романтик — по всему Янтарному королевству и на Земле известны баллады Корвина. Пользуется успехом у женщин: Моэри, королевы Ребмы («Девять принцев Амбера»), Лоррен, простолюдинки из одноимённой страны («Ружья Авалона»), а в пятой книге («Владения Хаоса») появляется Мерлин, сын Корвина от Дары, знатной особы со стороны Владений Хаоса. |                   |                                                        |                            |                       |
| |                   |                                                        |                            |                       |
| |                   |                                                        |                            |                       |
| Дейдре / Дейрдре | Deirdre           | Серебряный, чёрный                                     |                            | Оберон и Файелла      |
| Дейдре — принцесса Амбера, дочь Оберона и Файеллы. Файелла умерла во время родов Дейдре. Сама Дейдре погибла, будучи сброшенной в пропасть Брендом во время финальной битвы с Дворами Хаоса. Дейдре была любимой сестрой Корвина, фактически это - единственный в пределах семьи пример искренней взаимной любви между братом и сестрой, хотя, возможно не лишенный элементов инцеста (наиболее ясный намёк на это содержится в видениях Корвина при посещении им небесного лабиринта). |                   |                                                        |                            |                       |
| |                   |                                                        |                            |                       |
| |                   |                                                        |                            |                       |
| |                   |                                                        |                            |                       |
| Фиона | Fiona             | Зелёный, лавандовый, фиолетовый                        |                            | Оберон и Кларисса     |
| Фиона — принцесса Амбера. Старшая дочь Оберона и Клариссы. Владеет волшебством. На протяжении второго пятикнижия «Хроник» покровительствовала Мерлину. «…Фиона, ростом не более 5 футов 2 дюймов, с волосами, горящими ярче пламени,…, как всегда напоминала картину, от которой, отложив кисти, только что отошёл художник. Он смотрит на неё, улыбаясь, и в его уме возникают неясные вопросы.» — Р. Желязны «Знак Единорога» |                   |                                                        |                            |                       |
| |                   |                                                        |                            |                       |
| |                   |                                                        |                            |                       |
| Блейз | Bleys             | Красный, оранжевый                                     |                            | Оберон и Кларисса     |
| Блейз — принц Амбера, сын Оберона и Клариссы, в первой книге «Хроник Амбера» выступал в качестве партнёра Корвина в войне против Эрика. |                   |                                                        |                            |                       |
| |                   |                                                        |                            |                       |
| Бренд / Брэнд / Бранд | Brand             | Зелёный                                                |                            | Оберон и Кларисса     |
| Бренд — принц Амбера, сын Оберона и Клариссы, отец Ринальдо. В «Хрониках» показан как весьма могущественный колдун, пытающийся захватить трон Амбера. Ради достижения этой цели заключил сделку с силами Дворов Хаоса. Пройдя обряд в Страже Четырёх Миров превратился в своего рода «живую карту судьбы», что позволяло ему мгновенно перемещаться в любую точку Теней без «адских скачек» или карт. Был убит Кейном. |                   |                                                        |                            |                       |
| |                   |                                                        |                            |                       |
| |                   |                                                        |                            |                       |
| |                   |                                                        |                            |                       |
| Ллеве́лла / Льюилл / Льювилла / Льюилла | Llewella          | Зелёный, лавандовый, серый                             |                            | Оберон и Моинс        |
| Ллевелла — принцесса Амбера, дочь Оберона и Моинс из Ребмы. Тихая и спокойная, Ллевелла, как и Кейн, успокаивающе влияла на события во время дней хаоса в конце Междуцарствия. Но в отличие от Кейна, она совершенно не заинтересована в делах двора, предпочитая уход в Отражения безжалостным интригам, что занимают её братьев и сестёр. Она до сих пор продолжает вести тот образ жизни и, кажется, страшно утомлена страстями двора. Почти всё своё время она проводит вне дома, в Ребме, где занимается искусством и танцами. …Там была Льювилла с зеленоватыми нефритовыми волосами и глазами, в мерцающем серо-зелёном платье, перетянутом лиловым поясом. Глаза её были влажны от слёз, и выглядела она какой-то мокрой и печальной. Почему-то я был уверен, что она совсем иная, чем мы, но тоже моя сестра— Р. Желязны «Хроники Амбера» |                   |                                                        |                            |                       |
| |                   |                                                        |                            |                       |
| |                   |                                                        |                            |                       |
| |                   |                                                        |                            |                       |
| |                   |                                                        |                            |                       |
| Делвин Сэнд | Delwin Sand       | Коричневый, чёрный Светло-коричневый, тёмно-коричневый |                            | Оберон и Лора / Харла |
| Делвин и Сэнд — принц и принцесса Амбера, дети Оберона. Матерями Делвина и его сестры-близнеца Сэнд на протяжении «Хроник» назывались Лора и Харла. Делвин вместе с Сэнд прямо не участвуют в книгах серии, однако часто упоминаются в семейных легендах. Они покинули Амбер за несколько столетий до событий первого романа и никогда не возвращались. В рассказе «История коммивояжёра» Делвин был вызван через карту Ринальдо по просьбе Вайол для разговора. |                   |                                                        |                            |                       |
| |                   |                                                        |                            |                       |
| |                   |                                                        |                            |                       |
| Кейн / Кэйн / Каин | Caine             | Чёрный, зелёный                                        |                            | Оберон и Рилга        |
| Кейн — принц Амбера, сын Оберона и Рилги, расчётливый интриган, командующий военно-морским флотом Амбера. Поддерживал Эрика против Корвина, во время финальной битвы с Дворами Хаоса убил Бренда. В свою очередь был убит движимым чувством мести сыном Бренда, Ринальдо. |                   |                                                        |                            |                       |
| |                   |                                                        |                            |                       |
| |                   |                                                        |                            |                       |
| Джулиан / Джулиэн | Julian            | Белый, чёрный                                          |                            | Оберон и Рилга        |
| Джулиан — принц Амбера, сын Оберона и Рилги, жёсткий и расчётливый охотник, защитник Арденского леса Амбера. Охотится со сворой «адских гончих», громадных и жестоких псов. В романах серии неоднократно подразумевается инцестуальное влечение Джулиана к сестре Фионе. Входил в коалицию с Эриком и Кейном при захвате Эриком Янтарного трона. |                   |                                                        |                            |                       |
| |                   |                                                        |                            |                       |
| |                   |                                                        |                            |                       |
| Джерард / Жерар | Gérard            | Голубой, серый                                         |                            | Оберон и Рилга        |
| Джерард — принц Амбера, сын Оберона и Рилги, отличается исключительной честностью, чувством долга и, вероятно, является сильнейшим человеком в мультивселенной Амбера. По словам Бренда является «лучшим из нас» (членов королевской семьи). Обладая обострённым чувством справедливости, негодует при попытках манипулирования собой членами семьи, сторонится любых интриг и предпочитает решение вопросов лицом к лицу, в поединке. |                   |                                                        |                            |                       |
| |                   |                                                        |                            |                       |
| |                   |                                                        |                            |                       |
| Флоримель (Флора) | Florimel (Flora)  | Зелёный, серый                                         |                            | Оберон и Дибелла      |
| Флора — принцесса Амбера, дочь Оберона и Дибеллы. Обладающую потрясающей красотой, братья и сёстры рассматривают её как стереотипную блондинку, несерьёзную, со слабым характером и множеством любовников, всегда лояльную к любой действующей власти в Амбере. Между тем Флоре назначили ответственное задание — присматривать за потерявшим память Корвином в тени Земля. |                   |                                                        |                            |                       |
| |                   |                                                        |                            |                       |
| Корел / Корал | Coral             |                                                        |                            | Оберон и Кинта        |
| Корел — незаконнорождённая дочь Оберона от Кинты. Впервые появляется в пятикнижии Мерлина. Мать Корел, Кинта, была женой премьер-министра Бегмы, королевства из близкой к Амберу тени. Долгое время никто, и сама Корел, не подозревал о том, что в её жилах течёт королевская кровь — связь Оберона и Кинты тщательно скрывалась. Дворкин, зная о Корел, магическим образом вставил в её глаз Судный Камень. Позже вышла замуж за Ринальдо, став таким образом королевой Кашфы. |                   |                                                        |                            |                       |
| |                   |                                                        |                            |                       |
| |                   |                                                        |                            |                       |
| Далт | Dalt              | Чёрный, зелёный                                        | Лев, раздирающий Единорога | Оберон и Дила         |
| Далт — незаконнорождённый сын Оберона от Дилы. Появляется в цикле о Мерлине в качестве наёмника, остро ненавидящего Амбер и королевскую семью. Детство провёл в Кашфе, где был дружен с Ринальдо. |                   |                                                        |                            |                       |
| |                   |                                                        |                            |                       |
| |                   |                                                        |                            |                       |
| |                   |                                                        |                            |                       |
| Рэндом | Random            | Оранжевый, красный, коричневый                         |                            | Оберон и Паулетта     |
| Рэндом — сын Оберона и Паулетты, младший из законных сыновей Оберона, отец Мартина. Первоначально характеризовался как подлый мошенник, в представлении старших братьев и сестёр был «мелким бесом», который строил козни всем членам семьи. Любил играть на ударной установке и увлекался планеризмом. Помог Корвину вернуть память и выбраться с тени Земля, после чего поддержал Корвина в борьбе за трон Амбера. После финальной битвы с силами Дворов Хаоса, Единорог, указав своим рогом на Рэндома, выбрала его новым королём. |                   |                                                        |                            |                       |
| |                   |                                                        |                            |                       |
| |                   |                                                        |                            |                       |
| Мирелла | Mirelle           | Красный, жёлтый                                        |                            | Оберон и Паулетта     |
| Мирелла — принцесса Амбера, дочь Оберона и Паулетты, младшая сестра Рэндома. Мирелла не появляется и не упоминается в романах. О её существование становится известно лишь из родословной, представленной в гайде по Амберу. |                   |                                                        |                            |                       |
| |                   |                                                        |                            |                       |
| |                   |                                                        |                            |                       |
| Мерлин | Merlin            | Серый, фиолетовый                                      |                            | Корвин и Дара         |
| Мерлин — главный герой последних пяти романов «Хроники Амбера», сын Корвина из Амбера и Дары из Хаоса. Был рождён в Хаосе, позже стал жить в Амбере. Его титулы в Амбере — Герцог Западного Края и Граф Колвирский, что исключает малейшие претензии Мерлина на амберский трон. Мерлин полагает, что во Дворах Хаоса его дела обстоят аналогичным образом, и оказывается очень удивлён, когда интрига во Дворах вознесла его к самому подножию хаосского Трона. Имеет двух единоутробных братьев (Джарта и Деспила) и одного сводного — Мэндора. Чёрные волосы, синие глаза, мускулистый. Очень напоминает своего отца, Корвина, чуть повыше его ростом. Это сходство настолько велико, что другие персонажи зачастую принимают Мерлина за Корвина. Призрак Дейдре назвала его Эриком (поскольку Корвин и покойный Эрик тоже очень похожи). Обучился колдовству у мага Сухая из Хаоса и мастерству создания карт при Дворах. Прошёл Огненный Путь и Логрус. Под именем Мерль Кори закончил Калифорнийский университет в Беркли. Специальность — инженер-программист ЭВМ. Пользуясь полученными знаниями, спроектировал и построил машину с искусственным интеллектом — Призрачное колесо (Колесо-Призрак). После этого прошёл Путь Корвина. |                   |                                                        |                            |                       |
| |                   |                                                        |                            |                       |
| Ринальдо | Rinaldo           |                                                        |                            | Бренд и Джасра        |
| Ринальдо — сын Бренда и Джасры, один из ключевых персонажей пятикнижия Мерлина, где появляется под именем Люк Рейнард в качестве однокашника Мерлина по университету Беркли в тени Земля и специалиста по компьютерной технике. Ринальдо мало рассказывал о себе и своём прошлом, однако тайно боролся против всей королевской семьи Амбера, особенно против Кейна и Мерлина. Организовал несколько покушений на Мерлина, а Кейна, виновного в смерти Бренда, в итоге убил. Позже женился на Корел и стал королём Кашфы. |                   |                                                        |                            |                       |
| |                   |                                                        |                            |                       |
| Мартин | Martin            |                                                        |                            | Рэндом и Морганта     |
| Мартин — сын Рэндома и Морганты из Рембы. После восшествия Рэндома на престол стал кронпринцем Амбера. |                   |                                                        |                            |                       |

## Другие жители Амбера
| Имя на русском | Имя на английском                      |
| --- | -------------------------------------- |
| |                                        |
| Лорд Рейн | Lord Rein                              |
| Лорд Рейн — придворный поэт и менестрель Амбера, друг Корвина, посвящённый им в рыцари. |                                        |
| |                                        |
| Роджер | Roger                                  |
| Роджер — хранитель подземелий замка Амбера, увлекающийся кроме того писательством. Под именем этого персонажа, похоже, Р. Желязны вывел в «Хрониках» самого себя: Корвин описывает Роджера как бледного, худощавого человека, с не сходящей с лица ухмылкой и любителя курить трубку. Сам Роджер однажды обмолвился, что он пишет «философский роман с элементами ужасов», а сюжеты «ужасов» приходят к нему в голову во время ночных дежурств в подземельях замка.                                    |                                        |
| |                                        |
| Дроппа МаПантц | Droppa MaPantz                         |
| Дроппа МаПантц — придворный шут Амбера. Время от времени тайно вместе с Рэндомом перемещается в Лас-Вегас в Отражении Земля для поиска новых идей. Билл Рот, друг Корвина и Мерлина с Земли узнал в нескольких номерах Дроппы шутки комика Джорджа Карлина. |                                        |
| |                                        |
| Билл, Энди, Эдди | Bloody Bill, Bloody Andy, Bloody Eddie |
| Билл, Энди и Эдди — рестораторы Амбера. |                                        |
| |                                        |
| Винта Бейль/ Вианта Бейль | Vinta Bayle                            |
| Винта Бейль — дочь лорда Бейля, королевского поставщика вин для Амбера. По слухам, любовница Кейна. К удивлению Мерлина, вмешалась в его стычку с подосланными убийцами, а затем вывезла за город, на одну из своих резиденций. По некоторым намёкам Мерлин догадался, что Винта не та, за кого себя выдаёт, при этом прекрасно осведомлена о прошлом Мерлина. Это было вызвано тем, что Винта приютила в своём теле демона Ти’Ига, что позволило демону поддерживать связь с Мерлином и защищать его. |                                        |
| |                                        |
| Джонин / Жупен | Jopin                                  |
| Джонин — хранитель маяка на Кабре. Бывший капитан дальнего плавания и «морской волк», сейчас в скромном одиночестве служит на маяке. Более правильно его имя звучит как Жопин или Джопин, но в русских переводах имя изменено для большей благозвучности. |                                        |

## Дворы Хаоса
| Имя на русском | Имя на английском |
| --- | ----------------- |
| |                   |
| Боре́ль | Borel             |
| Борель — персонаж романа «Владения Хаоса». Описывается как высокий бледный человек крепкого сложения с ярко-рыжими волосами. Отличался большой физической силой. Был знаменит как лучший фехтовальщик Владений Хаоса. Его титулы и звания — лорд Хендрейк; герцог королевского дома Свэйвилла; Мастер над оружием пределов Хендрейка. В начале романа упоминался в качестве воспитателя Дары, к которому последняя весьма сильно привязалась (слухи об их любовной связи нигде не подтверждены, как, впрочем, и не опровергнуты). Впоследствии принимал участие в решающей битве между Амбером и Хаосом на стороне Хаоса. Оставил битву, увидев, что на поле боя прибыл принц Корвин, и поспешил навстречу ему, чтобы сразиться и выяснить, кто из них лучший воин. Повёл себя по-рыцарски, сняв свои доспехи, когда узнал, что Корвин безоружен. В результате этого благородного поступка был смертельно ранен Корвином, одержавшим над ним верх с помощью хитрости. Умирающий Борель был найден Дарой и поведал ей историю о своём поединке с Корвином. Смерть Бореля окончательно разрушила надежду на примирение между Дарой и Корвином, что послужило обоснованием дальнейших действий Дары. В романах «Рыцарь Теней» и «Принц Хаоса» появляется призрак Бореля. |                   |
| |                   |
| Дара | Dara              |
| Дара — любовница Корвина и мать Мерлина, Джарта и Деспила. Впоследствии (после событий первого пятикнижия) вышла замуж за Грэмбла, лорда Савалла из Дворов Хаоса. Обладает выдающимися магическими способностями. Дара является одним из действующих лиц заговора Оберона. План заговора заключался в том, что Дара должна выйти замуж за Корвина, родить ему отпрысков, а Оберон приложит все усилия для возведения этой четы на амберский престол. Однако отказ Корвина от трона разрушил этот план в тот самый момент, когда все усилия Оберона и Дары были близки к завершению. Похоже, что именно отказ Корвина от трона и послужил причиной разрыва отношений Дары с ним (а вовсе не смерть Бореля, как это представила Дара). Впоследствии Дара вышла замуж за лорда Савалла и родила ему двоих детей. Её сын Мерлин, родившийся вне брака, впоследствии был официально усыновлён Саваллом, что позволило Даре затеять ещё одну интригу — возведение Мерлина на трон Хаоса. По слухам, является правнучкой Бенедикта: в произведении не раз упоминается о связи Бенедикта с адской девой Линтрой, которую он убил в бою, защищая Отражение Авалон. Дара утверждает, что Линтра её бабушка или прабабушка. Сам Бенедикт сначала яростно отрицает существование внучки, однако позже, видимо, под влиянием проведенным им изысканий, меняет отношение к Даре и даже общается с ней весьма благосклонно. Однако позже родственная связь всё же подвергается сомнению: «— Правда? — сказал я. — Интересно, знает ли Бенедикт? Однажды Дара сказала моему отцу, что происходит от Бенедикта. Позже он выяснил, что всё это — первостатейная ложь… Как ты думаешь, эти люди могли иметь зуб на моего отца?» — «Принц Хаоса» — фраза Мерлина |                   |
| |                   |
| Гилва | Gilva             |
| Гилва — воительница из дома Хендрейка. |                   |
| |                   |
| Грэмбл Савалл | Gramble Sawall    |
| Грэмбл Савалл — принц Савалла, глава герцогства Савалла (одной из земель Обода, которые окружают Дворы Хаоса). Вторым браком женат на Даре, которая родила ему Джарта и Деспила. Также есть сын Мэндор от первого брака; является отчимом Мерлина. |                   |
| |                   |
| Джарт / Юрт | Jurt              |
| Джарт — принц Хаоса, сын Дары и лорда Савалла. Ненавидит своего единоутробного брата Мерлина. Под руководством Джулии Барнс смог получить серьёзные магические способности. |                   |
| |                   |
| Деспил | Despil            |
| Деспил — сын Дары и лорда Савалла. В отличие от Джарта пытается поддерживать хорошие отношения с Мерлином. |                   |
| |                   |
| Мэндор | Mandor            |
| Мэндор — принц Хаоса, герцог Савалла и лорд Обода, сын Грэмбла Савалла от его первого брака. Является единокровным братом Джарта и Деспила. Славится как могущественный колдун, ловко манипулирует людьми, предпочитая оставаться в тени событий и даже отрёкся от престола Дворов Хаоса, весьма симпатизирует Мерлину. |                   |
| |                   |
| Сухай / Сухэй / Сухью | Suhuy             |
| Сухай — принц Хаоса, могущественный волшебник, происходящий из дома Савалла. Хранитель Логруса, своего рода антипод Дворкина со стороны Дворов Хаоса. По-видимому, старейший житель Хаоса и самый старый из родственников Мерлина по линии Савалла, однако он никогда не претендовал на престол, ссылаясь на свою старость и немощь. Несмотря на многие поколения, разделявшие Сухая и Мерлина, отношения у них были родственные — друг друга они называли «дядюшка» и «племянник». |                   |
| |                   |
| Свэйвилл | Swayvil           |
| Свэйвилл — во время действия романов пятикнижия Мерлина являлся королём Хаоса, причём тяжело больным. Причины болезни неизвестны, однако по общему мнению действующих персонажей считается, что болезнь и последующая смерть являются следствием предсмертного проклятия Эрика. |                   |

## Обитатели Теней
| Имя на русском | Имя на английском |
| --- | ----------------- |
| |                   |
| Ганелон | Ganelon           |
| Ганелон — один из второстепенных персонажей, действует в книге «Ружья Авалона». Имя персонажа — отсылка к «Песни о Роланде» и другим французским эпосам, где Ганелон являлся предателем своего монарха, Карла Великого. В «Хрониках Амбера» Ганелон, как и его прототип, предал государя, за что был изгнан из тени Авалон в другую, где пребывал до встречи с принцем Корвином. Получив от Корвина прощение, отправился в совместное путешествие. Впоследствии оказалось, что настоящий Ганелон был убит, а под его внешностью действовал отец Корвина, Оберон. |                   |
| |                   |
| Призрачное Колесо | Ghost Wheel       |
| Призрачное Колесо — своего рода ЭВМ, разработанная Мерлином и построенная им в специальной Тени с изменёнными законами физики. Машина использует в своей работе паттерны Огненного пути и Логруса, а также фундаментальные принципы обработки информации. Основное предназначение — сканирование Теней для поиска заданного объекта. Кроме того, может осуществлять перемещение предметов, людей и даже энергии через Тени. Призрак считает Мерлина своим отцом, а также сумел пройти Судный камень. |                   |
| |                   |
| Хуги | Hugi              |
| Хуги — разумный говорящий ворон, некоторое время сопровождавший принца Корвина в его путешествии ко Дворам Хаоса в последней книге пятикнижия Корвина «Владения Хаоса». Отличался назойливым характером и непрекращающимися нравоучениями о том, что спасение миропорядка в той его форме, в которой он существует, бессмысленно. Постоянно вёл с принцем философские споры и прибегал к софизмам. В итоге Корвин, уставший от философских споров и софизмов Хуги, убил ворона и съел его. Хуги — иронически переосмысленный образ ворона Хугина из скандинавской мифологии, наделённого пророческим даром, что и пародируется в романе: последние слова Хуги — предсказание его собственной смерти от рук Корвина. Хуги опустил голову. — сперва я увижу, что ты съешь ворона, — сказал он и хихикнул. Я быстро протянул руку и свернул ему шею, желая, чтобы у меня было время развести костёр. Хотя он сделал это, выглядевшим вроде жертвоприношения, трудно сказать, кому принадлежала моральная победа, поскольку я все равно планировал сделать это. … Я подумал о Хуги. Не переварил ли я его бегство от жизни так же, как и его мясо?— Р. Желязны «Владения Хаоса» |                   |
| |                   |
| Джасра / Ясра | Jasra             |
| Джасра — королева Кашфы, жена Бренда, принца Амбера, мать Ринальдо, короля Кашфы. Высокая рыжеволосая женщина. Отличительная особенность — ядовитые зубы, при укусе впрыскивает сильный быстродействующий яд нервно-паралитического действия. Впервые появляется в «Картах судьбы», затем действует во всех книгах пятикнижия Мерлина. Родилась в одной из Теней неподалёку от Владений Хаоса. Несколько лет была компаньонкой Дары, благодаря чему смогла обучиться магическому искусству. Была женой короля теневого государства Кашфа, после его смерти захватила власть, вопреки претензиям на трон местной аристократии, затем захватила цитадель «Страж Четырёх Миров» у старика-волшебника (своего учителя) Шару Гаррула. После гибели Бренда Джасра мечтала сравнять Амбер с землёй. Неоднократно устраивала покушения на жизнь Мерлина. Подготовила себе ученицу «Маску» (Джулия Барнс), которая превратила свою наставницу в статую, но затем Мерлин освободил Джасру и помог вернуть Страж Четырёх Миров, в результате чего отношения Джасры и Амбера стабилизировались. Джасра способствовала коронации Ринальдо. |                   |
| |                   |
| Джулия Барнс | Julia Barnes      |
| Джулия Барнс — бывшая возлюбленная Мерлина. Родилась в отражении Земля. Училась вместе с Мерлином, именовавшим себя на тот момент Мерлем Кори, в Калифорнийском университете, в Беркли. Вместе с ними учился и Ринальдо (на тот момент известный под именем Люк). Между Джулией и Мерлином завязался роман. Однако, однажды Мерлин показал ей иные отражения, объяснив это путешествие «чудным сном». Джулия не поверила данному объяснению, что привело к их расставанию. Инсценировала собственную гибель, в которую поверил Мерлин. После расставания с Мерлином начала заниматься оккультизмом и тёмными искусствами совместно с Джасрой и Виктором Мелманом, чтобы приблизиться к знанию Мерлина. Прошла искажённый Огненный Путь. Позднее смогла захватить замок «Страж Четырёх Миров» и заточить леди Джасру. После захвата замка начала активно покушаться на жизнь Мерлина, войдя для этого в союз с Джартом, братом Мерлина. При этом она оставалась инкогнито, представляясь волшебником в маске (Маска). Впрочем, покушения были неудачны, и вскоре Мерлин одолел её и вернул замок Джасре. Лишь после этого Мерлин узнал истинную сущность Джулии. |                   |
| |                   |
| Ланселот | Lancelot          |
| Ланселот — один из рыцарей Ганелона, спасённый Корвином. Персонаж основан на Ланселоте из легенд о Короле Артуре. |                   |
| |                   |
| Лоррен / Лорайна / Лорен / Лоррейн | Lorraine          |
| Лоррен — женщина из одноимённой Тени Лоррен. Обладала небольшим даром ясновидения. Её муж и дочь погибли в Чёрном Круге, своеобразном проявлении сил Хаоса в Тени Лоррен. Овдовев и потеряв ребёнка, стала проституткой, «походной подружкой» в войске Ганелона. Безответно любила Корвина. Была убита Мелкином, капитаном войск Ганелона. |                   |
| |                   |
| Виктор Мелман | Victor Melman     |
| Виктор Мелман — оккультист из тени Земля, ученик Джасры и Ринальдо, наставник Джулии Барнс в колдовском деле. Был убит Мерлином с помощью силы «первозданного хаоса». |                   |
| |                   |
| Моэри / Мойра | Moiré             |
| Моэри — королева Ребмы, подводного отражения Амбера. Предоставила Корвину убежище после его побега с Земли и позволила ему пройти отражение Огненного Пути в Ребме для восстановления памяти. После самоубийства её дочери Морганты, произошедшего из-за Рэндома, принудила Рэндома «во искупление греха» жениться на знатной даме из Ребмы — слепой Вайол. Возможно, Моэри состоит в определенном родстве с королевской семьей Амбера (но не кровном). В "Девяти принцах Амбера", когда речь (в лесу) впервые заходит о подводном королевстве, Рэндом говорит Дейдре: "Я не пойду до самого конца. Тебе самой придется беседовать с сестрой твоей родной сестры" ("I'm not going the full distance. You'll have to take over at the shore and talk with your sister's sister"). Под родной сестрой, видимо, подразумевается принцесса Льювилла (Ллевелла), постоянно жившая в Ребме. |                   |
| |                   |
| Ранда | Rhanda            |
| Ранда — жительница владений Хаоса. Подруга детства Мерлина. |                   |
| |                   |
| Билл Рот | Bill Roth         |
| Билл Рот — адвокат из тени Земля, вылечивший Корвина и выполнявший конфиденциальные поручения Мерлина. Впоследствии стал официальным юрисконсультом королевского двора Амбера. |                   |
| |                   |
| Шару Гаррул | Sharu Garrul      |
| Шару Гаррул — могущественный волшебник, которому некогда принадлежал замок «Страж Четырёх Миров». Шару Гаррул был во время магической дуэли обращён в статую из-за наложенного на него Джасрой и Брендом заклинания неподвижности. С тех пор живая статуя Шару Гаррула использовалась в замке в качестве вешалки для одежды. Позднее был «разморожен» колдуном, действующим под именем Маска (позже оказалось, что это Джулия Барнс), во время колдовского поединка с королевой Джасрой, пытавшейся вернуть Страж Четырёх Миров. Джасре пришлось переключиться на Шару Гаррула. Этот колдун был побеждён и превращён в стража фонтана магической энергии, бьющего посреди замка. |                   |
| |                   |
| Сфинкс | The Sphinx        |
| Сфинкс — чудовище, пожирающее тех, кто не смог правильно ответить на загадку. Персонаж основан на Сфинксе из древнегреческого мифа о Эдипе. |                   |
| |                   |
| Ти’Ига / Тай’Ига | Ty’iga            |
| Ти’Ига — раса бестелесных демонов, обитающая за Ободом Хаоса. Эти демоны могут вселяться в любого человека, видя его глазами и слыша его ушами, и контролировать его действия. После того, как демон покидает контролируемого, у того возникает амнезия. Если контролируемый погибает, демон покидает труп в виде голубого тумана. Один из демонов был извлечён (выколдован) из-за Обода Хаоса и подвергнут принуждающему заклятию Дарой. Смысл заклятия в том, что демон должен был защищать Мерлина всеми доступными ему способами, но не должен был рассказывать Мерлину о себе. Дара хотела защитить сына от опасностей, но при этом не удосужилась указать Ти’Ига на своего сына. В результате демон, встретив в Отражении Земля двух потомков Оберона (самого Мерлина и Ринальдо) долгое время не мог понять, кого ему следует защищать. Для этого он вселился в подругу Люка Гейл Лампрон. Кроме Гейл, демон вселялся в Дэна Мартинеса, Джорджа Хансена, Мег Девлин, Винту Бейль, безымянную Даму-на-Озере. Последней личностью, приютившей демона, была Найда, сестра Корел. Демон «застрял» в этом теле, поскольку Найда в момент вселения скончалась от сердечной недостаточности. Внешне это выглядело так, что длительно болевшая Найда внезапно выздоровела. Завладев Судным камнем, демон освободился от заклятия Дары, но не смог (или не пожелал) покинуть тело Найды. |                   |
| |                   |
| Вайол / Виалль / Виалла | Vialle            |
| Вайол — слепая женщина, происходящая из знатного рода в Ребме. Королева Ребмы Моэри выдала её замуж за Рэндома, тем самым наказав его за то, что он бросил её беременную дочь Морганту. Однако несмотря на принуждение, между Рэндомом и Вайол возникли очень тёплые чувства. Любовь к Вайол изменила характер Рэндома, что позволило ему стать более мудрым и последовательным монархом, чем он мог бы быть. Вайол обладает талантом скульптора и целителя. |                   |
| |                   |
| Игг | Ygg               |
| Игг — иронически переосмысленный образ Иггдрасиля. Игг, выглядел как наделённое разумом говорящее дерево, расположенное на границе Теней, отбрасываемых Амбером и Хаосом. Был посажен Обероном в начале времён как пограничный знак. Отломленная принцем Корвином ветвь Игга, впоследствии воткнутая им в землю при создании нового Пути, пустила корни и выросла в новое Мировое Древо. |                   |

## Прочее
| Имя на русском | Имя на английском |
| --- | ----------------- |
| |                   |
| Огненный Путь / Лабиринт / Образ / Узор | The Pattern       |
| Огненный Путь — в своём простейшем варианте это рисунок на полу пещеры в реальности Амбера. Огненный Путь был начертан кровью Праотца династии правителей Амбера — Дворкина по Образу его создателя, отразившемуся в Глазе Змея (Судном Камне) — артефакте несущем в себе частичку Хаоса и способном уловить квинтэссенцию любой сущности, вычленяя её из сложной паутины причин и следствий, воспоминаний и желаний. |                   |
| |                   |
| Логрус | The Logrus        |
| Логрус — Узор Змея, трудноописуемая сущность, по своим свойствам схожая с Огненным Путём и представляющая собой бесконечно изменчивое отображение Хаоса. И если для того, чтобы пройти Путь достаточно быть родичем правящему дому Янтарного Королевства, то для прохождения Логруса, Образа Хаоса, нужно нечто большее, чем просто быть рождённым в Пределах Хаоса — нужно изменяться вместе с ним и при этом удерживать свою суть, удерживать порядок не сохраняя никакого порядка — только так можно пройти Образ Хаоса, не обезумев и сохранив свою жизнь. Кроме того, если Огненный Путь статичен, то Логрус изменчив и подвижен как и весь Хаос. Помимо Логруса частичка Хаоса была запечатлена в артефакте Око Хаоса (Глаз Змея), что позволило этому артефакту получить некоторые свойства прообраза, в том числе возможность изменения погоды в Пределах Амбера (на самом деле простейшее побочное свойство: любой артефакт несущий Образ Хаоса, даже застывший, может многое, другое дело, что Путь будет противодействовать им, однако Око Змея уникально тем, что участвовало в создании Пути, и уже потому он воспринимает магию Хаоса от него исходящую как собственную.) Логрус — основа мироздания Хаоса, к нему ведет путь, насчитывающий 9 поворотов в пределах Савалла. Так же Логрус, как и Лабиринт, обладает разумом и ведет постоянное состязание с Лабиринтом за Тени. Логрус как и Лабиринт может использовать проекции людей (призраков Логруса), которые прошли его для состязаний за отдаленные и недосягаемые Тени, нарушая баланс то в одну то в другую сторону. Так Логрус использовал Бренда в своих целях, чтобы склонить баланс в свою сторону, а Путь использовал Корвина чтобы склонить баланс в свою. Состязание это идет на метафизическом уровне и никак не касается людей, живущих в Хаосе и Амбере. Иногда проявляется в физическом мире в воплощении Змея. |                   |
| |                   |
| Путь Корвина | Corwin’s Pattern  |
| Путь Корвина — сущность, наделённая разумом точно так же, как истинный Огненный Путь и Логрус, вынуждена была ограждать себя от Сил Амбера и Хаоса. Одной из способностей Пути Корвина была возможность проникать в пространство между Тенями, или в Подтенье, которое было недоступно ни Огненному Пути, ни Логрусу (но доступно их воплощениям Великому Змею Хаоса и Единорогу). Кроме того, он способен извлекать из памяти «прошедших» его людей узоры, видения и воплощать их в реальности. |                   |
| |                   |
| Змей Хаоса | Snake of Chaos    |
| Змей Хаоса — сверхъестественное существо, биологическое воплощение Логруса в виде огромной одноглазой змеи. Вторым глазом Змея является Судный Камень. Согласно апокалиптическим представлениям мультивселенной Амбера и Хаоса в момент, когда Судный Камень вернётся к Змею, наступит конец мира. |                   |
| |                   |
| Единорог | Unicorn           |
| Единорог — сверхъестественное существо женского пола, биологическое воплощение Огненного Пути. Согласно представлениям королевской семьи Амбера, является матерью Оберона, что вызывает у амберитов неоднозначные ассоциации и осторожные усмешки по поводу зачатия Оберона Дворкином и Единорогом. |                   |
| |                   |
| Птицы Судьбы |                   |
| Всего упомянуто три Птицы Судьбы: чёрная, белая и красная. - Чёрная Птица была отправлена Корвином Эрику с запиской «Я вернусь», после побега из темницы. Чёрная Птица воплощена в образе чёрного ворона, что символично, так как во многих мифах является символом смерти, несчастий и плохих новостей. - Белая Птица была отправлена Корвином Оберону, с запиской «Я иду!». Корвин рассчитывал получить записку в одном из Отражений Авалона, и был очень удивлён, когда Птица нашла его в Лоррене. - Красная Птица была сотворена Обероном из крови Корвина. Она должна была отнести Корвину Судный Камень после восстановления истинного Огненного пути. Эта птица атаковала Бренда при его покушении на Корвина. |                   |
| |                   |
| Фракир | Frakir            |
| Фракир — верёвка-удавка, пронесённая Мерлином через Логрус, в результате чего получила чувствительность к опасности и определённые боевые навыки. В бою ведёт себя как душитель: сама ползёт к горлу жертвы и смертельно обвивает. Обычно Фракир невидима и находится на левом запястье Мерлина. Предупреждает его пульсацией, если в Мерлина целятся, подкрадываются или просто обращают внимание. На отдыхе Мерлин использует Фракир как сторожа. Упоминается, что Фракир способна видоизменять деньги, превратив их в валюту, имеющую хождение в данной Тени. Способна раскаляться добела, что было использовано Мерлином для крушения стеклянной тюрьмы. Во время событий четвёртой книги пятикнижия Мерлина, в странном мире, расположенном между Отражениями (Тенями), получила способность мыслить и говорить. Однако, как только Мерлин выбрался оттуда, Фракир потеряла дар речи. |                   |
| |                   |
| Вервиндль / Вервиндл | Werewindle        |
| Вервиндль — дневной (светлый) клинок Огненного Пути. Меч, первоначально принадлежавший Бренду, затем доставшийся Ринальдо. Упоминается, что, как и его сестра, Грейсвандир, был преовеществлён из одного из девяти спикардов. Вервиндль легче и короче, чем Грейсвандир, горит на свету золотом, поёт, будучи извлечён из ножен, и дарит ощущение могущества так же как и сестра, но гораздо более веселое и шутливое. |                   |
| |                   |
| Грейсвандир | Grayswandir       |
| Грейсвандир — лезвие ночи (со слов Мерлина сестра мечу света Вервиндль), принадлежавший принцу Корвину. По свидетельству самого Корвина, была откована на первых ступеньках призрачной лестницы Тир на Ног’тх. Призрак Озрика упомянул в беседе с Мерлином, что в Грейсвандир был преовеществлён один из известных девяти спикардов. В повествовании Грейсвандир женского рода. |                   |
| |                   |
| Судный Камень / Самоцвет / Глаз Змея / Камень Правосудия / Камень Закона / Рубин | Jewel of Judgment |
| Судный Камень — один из главных артефактов вселенной «Хроник Амбера». В незапамятные времена был похищен у Змея Хаоса (на самом деле обманом получен Дворкином у жрецов Змея). С помощью этого Камня Дворкин нарисовал первозданный Огненный Путь, положив начало двухполярному миру Порядок-Хаос (или Лабиринт—Логрус, или Амбер—Двор Хаоса). Легенда гласит, что Огненный Путь был нарисован кровью Дворкина. Точно так же, кровь Дворкина, Оберона или их отпрысков может уничтожить Огненный Путь. Корвин повторил подвиг Дворкина и нарисовал ещё один Лабиринт — Путь Корвина. При этом никакого кровопускания не было — Корвин просто вглядывался в Камень, и повторял все те движения, которые привык делать при прохождении амберского Лабиринта. При этом новый Лабиринт, хоть и был чем-то похож на Лабиринт Амбера, всё-таки отличался от него по внешнему виду. Артефакт выглядит как огромный рубин каплеобразной формы, с небольшим изъяном внутри, оправленный в серебристый металл. Его носят на груди, на цепи, которая входит в оправу. Если пристально присмотреться, то этот небольшой изъян оказывается входом в трёхмерный Лабиринт, заключённый в Камне. Прошедший (мысленно) этот внутренний Лабиринт оказывается настроенным на Камень и может управлять им. Например, зачерпнуть из него энергию. Камень взаимодействует с организмом носящего его. В частности, подпитывает энергией, пытается стабилизировать пульс у носителя. Если носить его очень долго, то обмен веществ у носящего ускоряется. Внешне это выглядит так, что время носящего сокращается, у него ускоряется реакция, движения становятся порывистыми. В то же время окружающий мир для носящего замедляется. Фиона характеризует этот момент как «ты влип», а Дворкин объясняет, что жизненные силы носящего Камень близки к исчерпанию. Необходимо либо снять Камень, либо (если ты на него настроен) зачерпнуть из него энергию. В противном случае неизбежна смерть. Упоминается интересный побочный эффект управления погодой. Камень может вызвать грозу, либо, наоборот, прогнать грозу и установить хорошую погоду. |                   |
| |                   |
| Спикард | Spikard           |
| Спикарды — артефакты мультивселенной Амбера и Хаоса в виде колец. Доподлинно известно о четырёх спикардах, два из которых были трансформированы в мечи Грейсвандир и Вервиндль — соответственно, оружия Корвина и Бренда. Одно кольцо Мерлин случайно для себя обнаружил в покоях Бренда, когда замок Амбера был повреждён в результате столкновения Сил. На самом деле спикард был обдуманно помещён туда Мэндором, и обретение Мерлином этого артефакта являлось частью плана Дары и Мэндора. По внешнему виду спикард представляет собой перстень из металла, похожего на платину, у которого вместо камня металлическое колёсико с огромным количеством спиц, толщиной с волос, из красного металла. Рассматривая спикард через Логрус, Мерлин заметил, что от каждой спицы тянется в Тень (Отражение) силовая линия. Благодаря этому спикард мог выполнять роль поставщика предметов и энергии. Кроме того, спикард, улавливая желания его носящего, предоставлял колдуну «заготовки» заклинаний, существенно сокращая время для адекватного ответа на внешние угрозы. Как поведал Мерлину призрак его дяди Озрика (в некоторых переводах Делвина), всего спикардов было создано девять, причём они были созданы в незапамятные времена, в Хаосе или даже до Хаоса. Призрак Бренда (в некоторых переводах Блейза) передал Мерлину для исследования ещё один спикард, тот самый, который был предназначен для превращения его в марионетку Дары и Мэндора. Этот спикард должен был наложить на Мерлина заклятия подчинения Мэндору и стремления занять трон Хаоса. Впоследствии заколдованный спикард был закопан Мерлином у Пути Корвина, чтобы усилить его. |                   |
| |                   |
| Карты Судьбы |                   |
| Карты Судьбы — карты, ведущие к вероятной гибели их обладателя если он ими воспользуется в силу того, что вели к различным монстрам, расположенным в тени (к примеру — Сфинксу). Были получены Мерлином при осмотре квартиры Джулии в «Картах судьбы». Созданы Ринальдо. |                   |